# Caularis bartholomaei
Caularis bartholomaei là một loài bướm đêm trong họ Noctuidae.